# Calvenzano
Calvenzano är en ort och kommun i provinsen Bergamo i regionen Lombardiet i Italien. Kommunen hade 4 262 invånare (2018).